# 부호 (수학)

부호를 표시할 때에는 보통 더하기표와 빼기표를 사용한다.

부호(符號)는 양(陽)(+) 또는 음(陰)(-)의 성질을 가지는 수학의 개념이자 이를 나타내는 수학 기호이다. 양의 성질을 가지는 부호를 양부호로, 음의 성질을 가지는 부호를 음부호로 부른다. 음부호를 뜻하는 '부호(負號)'라는 말도 있으나 '부호(符號)'와 혼동되기 때문에 현재는 잘 쓰이지 않는다.
보통 양부호와 음부호를 표시할 때 각각 더하기표와 빼기표를 사용한다. 부호는 수 뿐 아니라 수학의 많은 분야에서 쓰이며, 물리학, 컴퓨터 과학 등의 수학 관련 분야에서도 쓰인다.

## 수학의 여러 개념에서의 부호

### 실수의 부호
0(영)보다 큰 실수는 양부호, 0보다 작은 실수는 음부호를 가진다. 따라서 0을 제외한 모든 실수는 부호를 가지며, 양부호를 가지는 수는 양수이고 음부호를 가지는 수는 음수이다. 그러나 

### 0의 부호
수 0 자체는 양이나 음의 성질을 지니지 않으므로 부호가 없다. 산술에서는 +0과 -0 모두를 0으로 간주한다. 또한 -(-0)도 0과 같다. 그러나 때에 따라서는 0에 부호가 필요한 경우가 있다. 예를 들어 전산 분야에서는 정보의 처리과정에 관련하여 0에 부호를 부여하기도 하며 함수의 극한에서도 0에 부호가 필요한 경우가 있다.

### 복소수의 부호
복소수는 실수와 같은 의미의 부호는 가지지 않으나, 복소평면에서 같은 편각(기움각)을 가지는 단위복소수를 그 복소수의 부호라고 생각할 수 있다. 0이 아닌 임의의 복소수 z에 대해 같은 편각을 가지는 단위복소수는 다음과 같이 구할 수 있다.
{\displaystyle \operatorname {sgn}(z)={\frac {z}{|z|}}}
(sgn(z)는 z에 대한 부호함수이며, |z|는 z의 절댓값(영어: modulus)이다.)

### 각의 부호

직교 좌표계에서 x축에 대한 각을 측정할 때 반 시계 방향 각에 양부호를 매기고, 시계 방향 각에 음부호를 매긴다.

각에 부호의 개념을 도입하는 것은 여러 측면에서 가능한데, 특히 지향각이나 회전각의 경우가 대표적이다. 이 때 부호는 각의 방향이 시계방향인지 반시계방향인지를 나타낸다. 약속(규약)에 따라 달라질 수 있으나 수학에서는 보통 반시계방향을 양, 시계방향을 음으로 한다.
마찬가지로 3차원에서의 회전각에 부호를 매기는 것도 가능하다. 고정축 회전(rotation around a fixed axis)에서 회전축이 방향성을 지니고 있을 때, 축에 대해 오른손 방향의 회전(right-handed rotation)에 양부호를, 왼손 방향의 회전에 음부호를 매긴다.

### 변화의 부호
값 x가 변화할 때 x의 변화는 다음과 같은 식으로 나타낼 수 있다.
{\displaystyle \Delta x=x_{\text{final}}-x_{\text{initial}}.\,}
여기에서 x가 증가했다면 변화의 부호는 양부호가 되고, x가 감소했다면 변화의 부호는 음부호가 된다. 이는 미적분학에서 미분 계수를 정의할 때에도 쓰인다. 단조 증가하는 강한 단조 함수의 미분 계수는 항상 양이 되고, 단조 감소하는 경우 미분 계수는 항상 음이 된다.

### 방향의 부호
해석기하학이나 물리학에서는 특정한 방향에 양이나 음의 부호를 부여하기도 한다.

## 부호와 관련된 수학 개념

### 절댓값
절댓값은 기하학적으로는 원점으로부터의 거리를 말하며, 실수에 있어서는 수의 부호를 제거하는 개념이다. 부호가 제거된 수는 보통 양부호를 지닌 것으로 간주된다. 예를 들면 -3의 절댓값은 3이다. 수식으로 표현하면 다음과 같다.
| \|−3\| = 3 |

| \|3\| = 3 |

### 부호함수

부호함수 y = sgn(x)

부호함수는 수의 부호를 판별하는 함수다. 실수 x에 대해서 이 함수는 다음과 같이 정의된다.
{\displaystyle \operatorname {sgn}(x)={\begin{cases}-1&{\text{if }}x<0,\\0&{\text{if }}x=0,\\1&{\text{if }}x>0.\end{cases}}}
위에서 x가 양수이면 sgn(x)은 +1이 되고, x가 음수이면 sgn(x)은 -1이 된다. x가 0이 아닌 경우 이를 다음 식과 같이 정의할 수도 있다.
{\displaystyle \operatorname {sgn}(x)={\frac {x}{|x|}}}
(|x|는 x의 절댓값이다.)

## 컴퓨터에서의 부호 처리
컴퓨터 과학에서는 정보를 종류에 따라 올바르게 처리하고 기억 장치를 효율적으로 사용하기 위해, 수에 부호를 부여하여 부호 있는 수(영어: signed number)로 처리하거나 부호를 생략하여 부호 없는 수(영어: unsigned number)로 처리한다.
컴퓨터의 계산 방식에 따라 부호 있는 수의 부호는 정해진 비트를 부호로 삼거나 2의 보수를 이용하는 따위의 부호 있는 수 표현 방법에 따라 저장된다. 예를 들어 2의 보수를 이용하면 8비트 범위에서의 부호 있는 정수는 다음과 같이 저장된다.
| 이진수      | 이진수    | 이진수    | 이진수    | 이진수    | 이진수    | 이진수    | 이진수    | 십진수 |
| ----------- | --------- | --------- | --------- | --------- | --------- | --------- | --------- | ------ |
| 최상위 비트 | 하위 비트 | 하위 비트 | 하위 비트 | 하위 비트 | 하위 비트 | 하위 비트 | 하위 비트 | 십진수 |
| 0           | 1         | 1         | 1         | 1         | 1         | 1         | 1         | 127    |
| 0           | 1         | 1         | 1         | 1         | 1         | 1         | 0         | 126    |
| ⋮           |           |           |           |           |           |           |           |        |
| 0           | 0         | 0         | 0         | 0         | 0         | 1         | 0         | 2      |
| 0           | 0         | 0         | 0         | 0         | 0         | 0         | 1         | 1      |
| 0           | 0         | 0         | 0         | 0         | 0         | 0         | 0         | 0      |
| 1           | 1         | 1         | 1         | 1         | 1         | 1         | 1         | -1     |
| 1           | 1         | 1         | 1         | 1         | 1         | 1         | 0         | -2     |
| ⋮           |           |           |           |           |           |           |           |        |
| 1           | 0         | 0         | 0         | 0         | 0         | 0         | 1         | -127   |
| 1           | 0         | 0         | 0         | 0         | 0         | 0         | 0         | -128   |

위 표에서 십진수 1을 예로 들어 계산하면, 십진수 1에 해당하는 8비트 범위의 이진수 00000001의 2의 보수는 11111111이고, 이것이 십진수 -1에 해당한다.

## 부호를 사용하는 다른 예
부호는 다음과 같은 수학 및 수학 관련 분야에서도 쓰인다.
- 순열의 부호는 짝순열이 양(+), 홀순열이 음(-)이다.
- 그래프 이론에서 부호형 그래프는 각 꼭짓점이 양부호나 음부호를 가지는 그래프를 말한다.
- 해석학에서 부호형 측도는 양이나 음 값을 갖는 집합의 측도 개념을 일반화한 것이다.
- 행렬에서 부호가 사용되는 행렬로는 정부호행렬 또는 반대칭행렬 등이 있다.

## 같이 보기
- 더하기표와 빼기표
- 부호함수
- 절댓값
- 수의 부호

- 양수
- 음수
- 양의 정수(자연수)
- 음의 정수
- +0
- −0